# 詹啓東
詹啓東（1548年—？），字知震，福建泉州府安溪縣人，民籍，明朝政治人物。詹仰庇族侄。

## 生平
隆慶元年（1567年）丁卯科福建鄉試第十九名，萬曆二年（1574年）甲戌科會試第五十名，登三甲第一百六十名進士。授廣東番禺县知县，官至湖广湖北道参政。

## 家族
曾祖詹朝元；祖父詹英；父詹文。母湯氏。严侍下。弟奇東。